# Symfonicznie (album grupy Coma)
Symfonicznie – drugi album koncertowy polskiej grupy muzycznej Coma. Wydawnictwo ukazało się 1 października 2010 roku nakładem wytwórni muzycznej Mystic Production. Na płycie znalazł się koncert zarejestrowany 23 czerwca 2009 roku na Targu Węglowym w Gdańsku. Formacji podczas występu towarzyszyła Orkiestra Symfoników Gdańskich. Płyta dotarła do 2. miejsca listy OLiS w Polsce i uzyskała certyfikat złotej płyty.

## Lista utworów
Opracowano na podstawie materiału źródłowego.
1. „Intro” – 2:06
2. „Wola istnienia” – 6:18
3. „Pierwsze wyjście z mroku” – 5:52
4. „Ostrość na nieskończoność” – 6:52
5. „Trujące rośliny” – 6:03
6. „Transfuzja” – 5:39
7. „System” – 4:52
8. „Pasażer” – 5:46
9. „Świadkowie schyłku czasu Królestwa Wiecznych Chłopców” – 5:09
10. „Zamęt” – 3:13
11. „Spadam” – 5:26
12. „Leszek Żukowski” – 8:44
13. „Sto tysięcy jednakowych miast” – 9:41

## Twórcy
Opracowano na podstawie materiału źródłowego.
| Zespół Coma w składzie - Piotr Rogucki – wokal prowadzący - Dominik Witczak – gitara rytmiczna, gitara prowadząca, sample - Marcin Kobza – gitara rytmiczna, gitara prowadząca - Rafał Matuszak – gitara basowa - Adam Marszałkowski – perkusja |  | Inni - Jacek Mestykarz – realizacja nagrań - Tomasz Zalewski – miksowanie, mastering - Kurpisz Impresariat – management - Mentalporn (Katarzyna Zaremba, Piotr "Qras" Kurek) – opracowanie graficzne |

Orkiestra Symfoników Gdańskich pod dyrekcją Andrzeja Szczypiorskiego
| - Lucyna Dobrychłop – skrzypce - Dorota Górawska – skrzypce - Anna Jastrzębska – skrzypce - Aleksandra Kulpa – skrzypce - Katarzyna Kowacz – skrzypce - Marta Rusiniak – skrzypce - Marta Stachowiak – skrzypce - Piotr Swat – skrzypce - Przemysław Mazur – skrzypce - Anna Pilich – skrzypce - Aleksandra Wójcik – skrzypce - Marzena Zajkowska – skrzypce - Izabela Łątkowska – altówka - Michał Szczypiorski – altówka - Krzysztof Tymendorf – altówka - Mateusz Wasiucionek – altówka - Magdalena Cisło – wiolonczela - Marcin Szczypiorski – wiolonczela - Aleksandra Kuczewska – wiolonczela - Sebastian Wyszyński – kontrabas - Jarosław Stokowski – kontrabas |  | - Marta Nycek – flet - Aleksandra Pyrcz – flet - Jakub Kubala – klarnet - Grzegorz Łapiński – klarnet - Elżbieta Boguszewska – obój - Agnieszka Dąbek – obój - Łukasz Gruba – tuba - Paweł Hulisz – trąbka - Piotr Kowalkowski – trąbka - Bożena Dąbrowska – fagot - Anna Matczyńska – fagot - Cezary Zielke – waltornia - Katarzyna Sułkowska – waltornia - Jacek Swędrzyński – waltornia - Michał Szczerba – waltornia - Piotr Stawski – puzon - Tomasz Szymański – puzon - Bogdan Kwiatek – puzon - Krzysztof Narodowski – instrumenty perkusyjne - Aleksander Wnuk – instrumenty perkusyjne - Michał „Dimon” Jastrzębski – instrumenty perkusyjne |